# Halfer
Een halfer of halfwin (Latijn: villicus) was een pachter die de helft van de graanoogst van zijn hoeve als pacht moest afstaan. Behalve deze zogenaamde "halfscheid" was de pachter doorgaans verplicht tot het betalen van een vast bedrag. Verder konden leveringen in natura en/of te verrichten herendiensten deel uitmaken van de pachtovereenkomst.